# CBS Morning News
O CBS Morning News é um telejornal estadunidense produzido pela CBS News. Exibido desde 4 de outubro de 1982, apresenta as notícias de última hora, previsões do tempo e destaques esportivos. É apresentado pela jornalista Anne-Marie Green.